# Kobeřický synod
Kobeřický synod je používaný název pro tajný pastorální synod pořádaný v roce 1970 skrytou církví.
Od roku 1965 v Kobeřicích u Brna tajný biskup Felix Maria Davídek pořádal semináře Katolické univerzity. V roce 1970 se zde konal pastorální synod skryté církve o účasti přibližně 60 osob, který se zabýval možnostmi řešení situace místní církve po vpádu sovětských vojsk. Jednou z otázek byla možnost kněžského svěcení žen. Závěry synodu vedly k definitivnímu rozpadu této části podzemní církve na dvě části.